# Waiting for the Sun
Waiting for the Sun je treći album sastava "The Doors" izašao u srpnju 1968. godine.
Na ovom albumu grupa je krenula prema komercijalnijem pop izričaju. Ipak, iz prosječnosti album izvlače dvije pjesme: "Not to touch the earth" mračna, pomalo disonantna melodija se metafizičkim tekstom, te "Spanish Caravan" jedna od prvih kombinacija flamenca i rocka. Inače za obje skladbe možemo reći da su znatno, iako vjerojatno ne direktno već posredno putem sastava kao što su "The Stooges", utjecali na razvoj heavy metala i pojavu sastava poput "Black Sabbath" i "Led Zeppelin".
"Not to Touch the Earth" je samo dio još jedne "epske" pjesme "Celebration of the Lizard" koja se u cijelosti može poslušati na albumu The Doors in concert i na Absolutely Live.

## Popis pjesama
1. "Hello, I Love You"
2. "Love Street"
3. "Not to Touch the Earth"
4. "Summer's Almost Gone"
5. "Wintertime Love"
6. "The Unknown Soldier"
7. "Spanish Caravan"
8. "My Wild Love"
9. "We Could Be So Good Together"
10. "Yes, the River Knows"
11. "Five to One"

## Reizdanje na CD-u (2007.), bonus skladbe
1. "Albinoni's Adagio in G Minor"
2. "Not to Touch the Earth" (dijalog)
3. "Not to Touch the Earth"
4. "Not to Touch the Earth"
5. "Celebration of The Lizard"

## Izvođači
- Jim Morrison – prvi vokal
- Robby Krieger – prva gitara, ritam gitara
- Ray Manzarek – orgulje, pianino
- John Densmore – bubnjevi

## Vanjske poveznice
- Waiting for the Sun na lyricsu  Arhivirana inačica izvorne stranice od 17. ožujka 2005. (Wayback Machine)